# Santa Maria Maggiore
Santa Maria Maggiore là một đô thị ở tỉnh Verbano-Cusio-Ossola trong vùng Piemonte của Ý, có cự ly khoảng 130 km về phía đông bắc của Torino và khoảng 25 km về phia bắc của Verbania, ở biên giới với Thụy Sĩ. Tại thời điểm ngày 31 tháng 12 năm 2004, đô thị này có dân số 1.236 người và diện tích là 53,2 km².
Santa Maria Maggiore giáp các đô thị: Campo (Vallemaggia) (Thụy Sĩ), Craveggia, Druogno, Malesco, Masera, Montecrestese, Toceno, Trontano, Vergeletto (Thụy Sĩ).